# Brachyurophis roperi
Espèce
Synonymes
- Rhynchoelaps roperi Kinghorn, 1931
- Simoselaps roperi (Kinghorn, 1931)

Brachyurophis roperi est une espèce de serpents de la famille des Elapidae.

## Répartition
Cette espèce est endémique d'Australie. Elle se rencontre dans le Kimberley en Australie-Occidentale et dans le Territoire du Nord.

## Description
L'holotype de Simoselaps roperi mesure 295 mm dont 25 mm pour la queue.

## Étymologie
Son nom d'espèce lui a été donné en référence au lieu de sa découverte, la Roper River, l'une des plus grandes rivières du Territoire du Nord.

## Publication originale
- Kinghorn, 1931 : Herpetological notes 3. Records of the Australian Museum, vol. 18, no 5, p. 267-269 (texte intégral).